# IKCO Samand
El IKCO Samand (en persa: خودرو سمند‎) es un automóvil de pasajeros del segmento de automóviles D, construido en Irán y otros países por la firma Iran Khodro, con partes y tecnologías hechas bajo licencia de la francesa Peugeot desde el año 2003 y como un reemplazo al Paykan y al Peugeot Pars.

## Historia
El IKCO Samand es uno de los modelos de automóviles iraníes fabricados por la empresa Iran Khodro (IKCO) en conjunto a los fabricantes locales de autopartes. En persa es el nombre de una raza de caballos rápidos. El nombre comercial Samand ha sido registrado en la Organización Mundial de la Propiedad Intelectual como marca registrada. Su precio de venta inicial es de USD$ 14 500 en Turquía.
El proyecto de producción Samand comenzó en el 1996, siendo su primer coche vendido en 2000. El Samand hereda el título de automóvil nacional de Irán del Paykan, que se vendió por Irán Khodro 1967 a 2005.

## Descripción

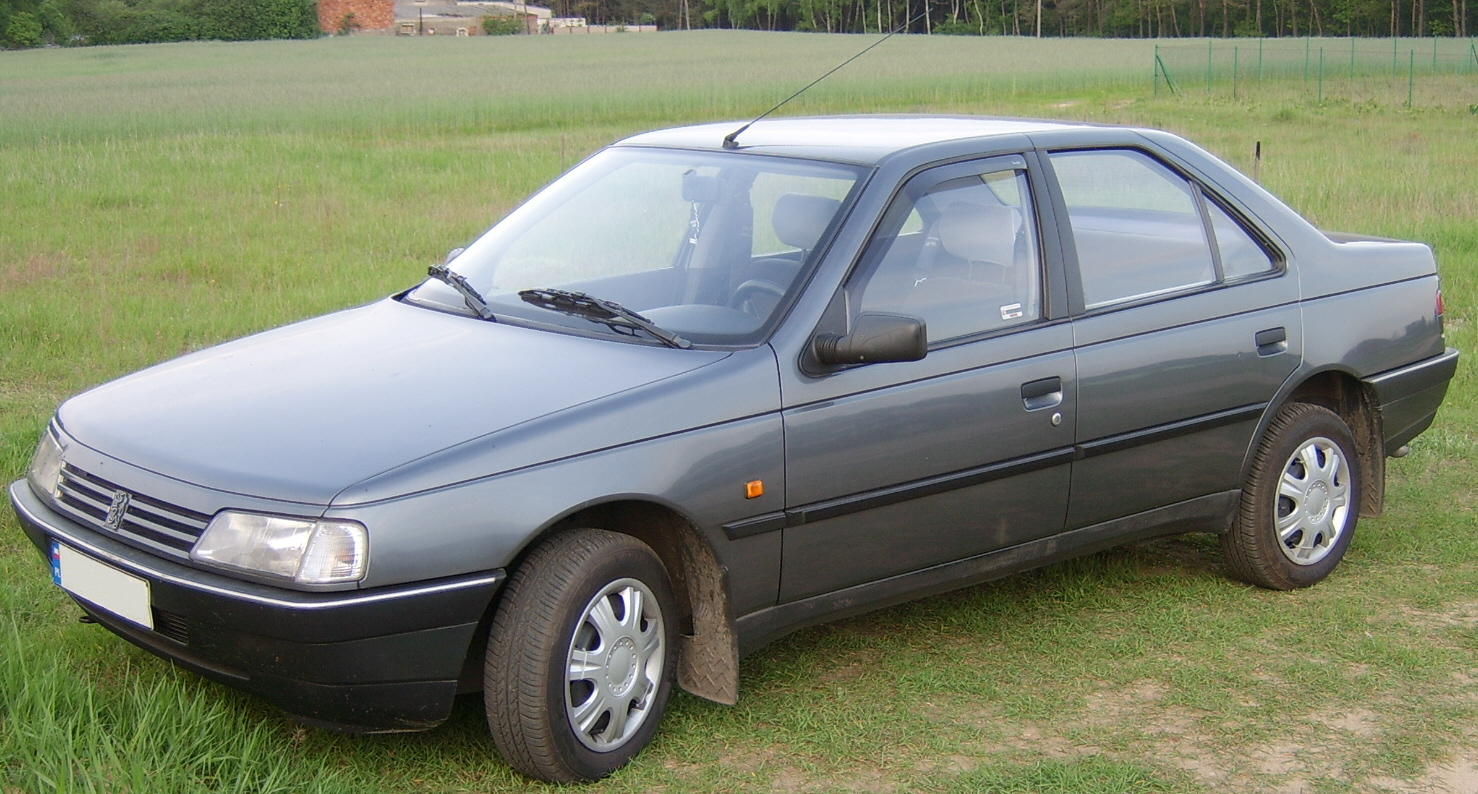
Un Peugeot 405 GL, plataforma en la cual se basa el IKCO Samand

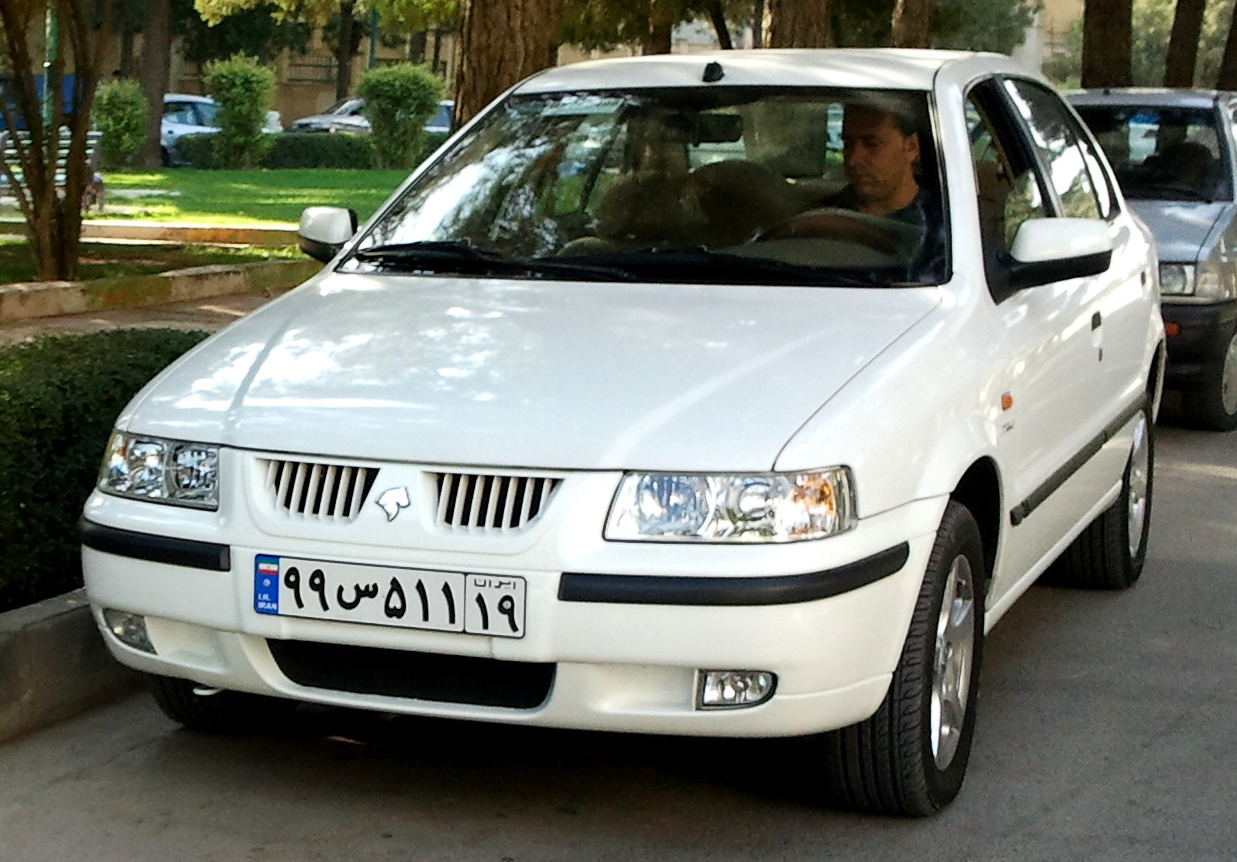
Vista frontal del IKCO Samand.

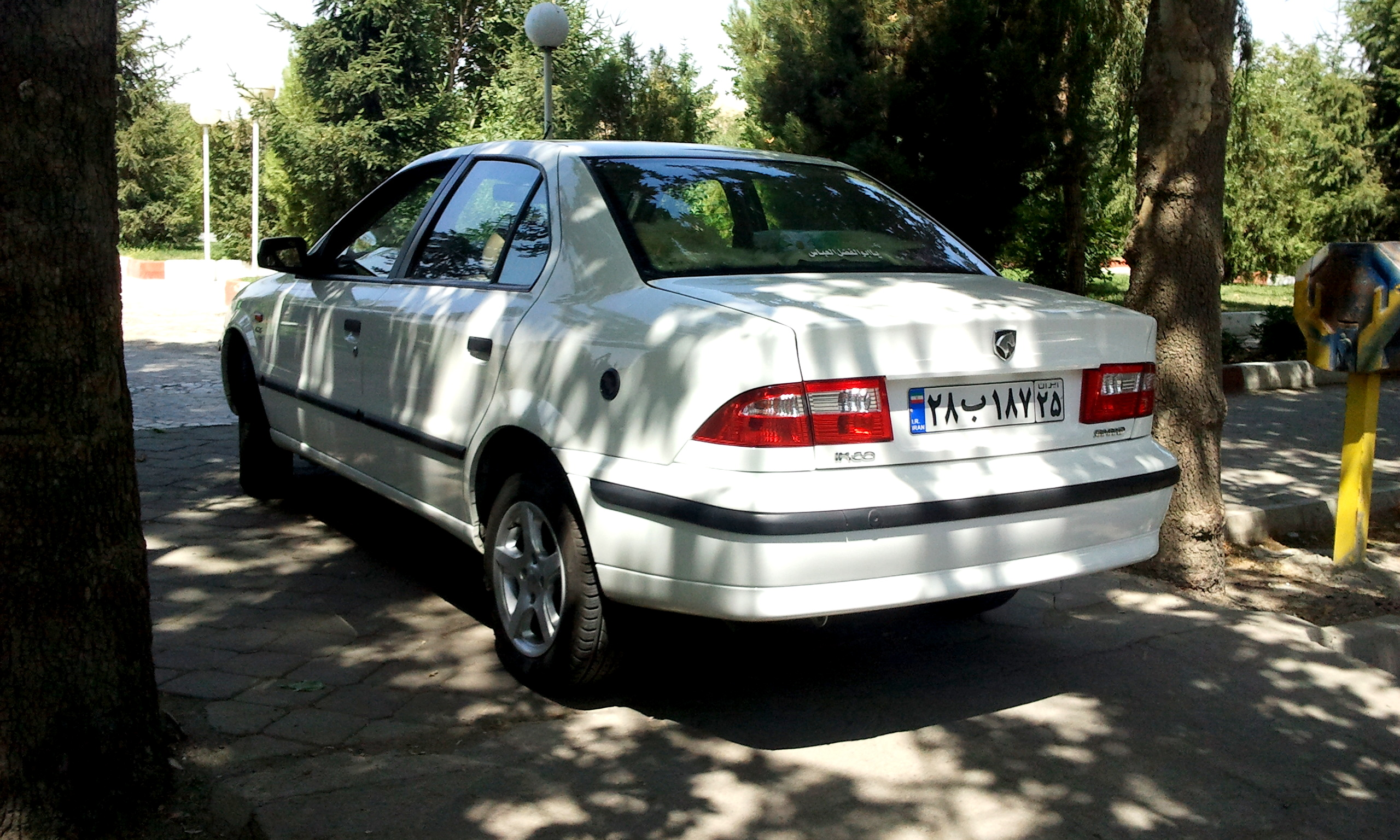
Vista trasera del IKCO Samand.

El Samand se basa en la plataforma mecánica del Peugeot 405 y usa la versión original del motor XU7JP/L3, entre otras partes del coche citado. El Peugeo  405 es también producido en Irán, junto con una versión altamente modificada del anterior coche, el Peugeot Pars. La planta de IKCO fabrica el 80 % de las piezas para el Samand del país, la que incluye también un motor iraní localmente diseñado.
Para los mercados de exportación (y también el mercado iraní), IKCO utiliza el motor TU5JP4 tanto para los modelos hechos para la Peugeot como para sus productos marcados como Samand. Esto es porque el TU5 es un motor potente y de bajo consumo; aparte, debido a la facilidad de encontrar sus partes por toda Europa, por ello la elección del motor TU5 se ha utilizado para varios modelos como la serie Peugeot 206, Peugeot 307 y el Peugeot 207. Las opciones de equipamiento dentro de los vehículos de la versión Samand traen; aparte de variantes del propulsor TU5, tres nuevas opciones: airbag para el conductor, cinturones de seguridad con sistema de pretensores, y un regulador de altura de los faros, aparte de un sistema de antena retráctil.
Desde principios de 2009, IKCO ha utilizado para la construcción del Samand motores iraníes desarrollados local y recientemente, en los que se incluye un motor bicarburante, de desarrollo local para sus nuevos modelos (denominado EF7). A mediados de 2010, la IKCO ha comenzado a instalar únicamente motores a gasolina de la referencia EF7 en el Samand. El motor no es la versión de gasolina de base del EF7, puesto que su combustible es el gas natural comprimido (GNC), teniéndose que eliminar para ello varias partes del motor para así poder ser programada la unidad electrónica de control del motor (ECU) al cambio de carburante. Sin embargo, hay una versión con motor a gasolina que se encuentra actualmente en desarrollo.

## Desempeño y rendimiento
| Motor (modelo) | Consumo de combustible (Gasolina) | Consumo de combustible (GNC) | Aceleración (0 – 100, motor a Gasolina) | Aceleración (0 – 100, motor a GNC) |
| -------------- | --------------------------------- | ---------------------------- | --------------------------------------- | ---------------------------------- |
| EFD            | TBD / 5.5 / TBD                   | – / – / –                    | TBD                                     | TBD                                |
| EF7            | 9.2 / 7.3 / 5.0                   | 9.0 / 5.4 / 4.0              | 11 s                                    | 12 s                               |
| TU5JP4         | 9.2 / 7.2 / 4.9                   | – / – / –                    | 11.3 s                                  | –                                  |
| XU7JP/L3       | 11.3 / 8.5 / 6.1                  | ? / ?                        | 12 s                                    | 12.6 s                             |
| XU7JP4/L4      | 11.1 / 8.4 / 6                    | – / – / –                    | 9.7s                                    | ?                                  |

- El consumo de combustible en entornos combinados (Urbanos/Combinados/Carretera (90 km/h) en uso y aceleración constante.)
- Las cifras de los motores a GNV se miden en kg

## Samand Diésel
En el año 2009, IKCO anunció que van a producir los nuevos modelos del Samand con el nuevo motor EFD desde 2010. Sin embargo, debido a que se deben llevar a cabo aún las pruebas necesarias para medir el desempeño y presataciones del motor, se está preparando un coche basa que se usará para instalar el nuevo motor, aparte; la escasez en la distribución de un combustible diésel bajo la norma Euro IV en el país hicieron posponer el lanzamiento de su producción hasta el 2011.
El 30 de noviembre de 2010, IKCO anunció los principales cambios realizados en el nuevo Samand Diésel en comparación con los modelos del Samand de motores bicarburantes como una forma de guiar a sus compradores de qué coches pueden ser adaptados o para que sepan para lo que les es compatible si desean instalar el motor de la versión EFD. Los cambios más significativos son: el cambio en la composición de las parrillas y dimensiones del radiador, la instalación de un intercooler, un nuevo sistema hidráulico y nuevas mangueras capaces de soportar mayores niveles de presión, nuevas carcasas para el motor, una caja de cambios modificada para soportar el mayor torque otorgado por el motor, un nuevo sistema de escape de gases y nuevos materiales en el aislamiento del compartimento del motor

## Exportación
Los mercados de exportación para los coches Samand se suceden en los siguientes países:
Africa
- Argelia[4]
- Egipto[5]
- Ghana[6]
- Malí[6]
- Marruecos[7]
- Senegal[8]

Asia
- Afganistán[8]
- Armenia[8]
- Azerbaiyán[8]
- Bangladés[9]
- Siria[10]
- Tayikistán[10]
- Vietnam[9]
- Irak[11]

Europa
- Bielorrusia[8]
- Rusia[8][10]
- Suiza[12]
- Turquía[10]

Suramérica
- Venezuela

## Plantas de producción
Los coches de la marca Samand son también fabricados en plantas de varios países con los que Iran Khodro ha suscrito acuerdos. En Minsk, Bielorrusia, son ensamblados por la empresa Unison en conjunto con las camionetas Lublin desde septiembre de 2006. El Banco de Desarrollo de Exportaciones de Irán financió el proyecto y la ejecución, con un presupuesto de USD$36 millones. Para el 2010, la capacidad de producción anual de la planta de ensamblaje llegará a los 120 000 vehículos. Teherán estaría en condiciones de exportar la producción adicional a Asia Central y a los Estados miembros de la Unión Europea que lo deseen.
La compañía AzSamand ensambla el sedán Samand en Azerbaiyán bajo el nombre AzSamand Aziz. La empresa Venirauto empezó la producción del sedán Samand en Venezuela (renombrado como Centauro) a partir del 2006. La firma siria SIAMCO puso en marcha en marzo de 2007 una línea de montaje del Samand en dicha nación (al que denominaron como Samand Shaam). La firma Irán Khodro también tiene previsto reunirse con los gobiernos de Egipto, China y Senegal para crear empresas conjuntas de producción del citado coche en un próximo futuro.